# Eutochia lateralis
Eutochia lateralis är en skalbaggsart som först beskrevs av Karl Henrik Boheman 1858.  Eutochia lateralis ingår i släktet Eutochia och familjen svartbaggar. Inga underarter finns listade i Catalogue of Life.